# Zephyrhills South
Zephyrhills South es un lugar designado por el censo ubicado en el condado de Pasco en el estado estadounidense de Florida. En el Censo de 2010 tenía una población de 5.276 habitantes y una densidad poblacional de 1.043,58 personas por km².

## Geografía
Zephyrhills South se encuentra ubicado en las coordenadas 28°12′54″N 82°11′20″O / 28.21500, -82.18889. Según la Oficina del Censo de los Estados Unidos, Zephyrhills South tiene una superficie total de 5.06 km², de la cual 5.06 km² corresponden a tierra firme y (0%) 0 km² es agua.

## Demografía
Según el censo de 2010, había 5.276 personas residiendo en Zephyrhills South. La densidad de población era de 1.043,58 hab./km². De los 5.276 habitantes, Zephyrhills South estaba compuesto por el 94.84% blancos, el 1.25% eran afroamericanos, el 0.53% eran amerindios, el 0.57% eran asiáticos, el 0.02% eran isleños del Pacífico, el 1.36% eran de otras razas y el 1.42% pertenecían a dos o más razas. Del total de la población el 5.25% eran hispanos o latinos de cualquier raza.